# 中华人民共和国第三届少数民族传统体育运动会
中华人民共和国第三届少数民族传统体育运动会于1986年8月10日至17日在新疆维吾尔自治区的乌鲁木齐市举办。共有來自全国29个省、自治区、直辖市55个少数民族的运动员参加本届赛事。比赛项目有摔跤、射箭、赛马、叼羊、射弩、抢花炮、秋千7项，设金牌47枚；表演项目15项。